# AXN White
AXN White – kanał telewizyjny będący własnością medialnego skrzydła japońskiego koncernu Sony.

## Historia
AXN White rozpoczął nadawanie w październiku 2013 roku. Razem z kanałem AXN Black zastąpił dotychczas istniejące kanały AXN Crime i AXN Sci-Fi. Kanał jest dostępny w Polsat Box, Platforma Canal+ i Orange TV, a także w wybranych sieciach kablowych.

## Dostępność
- Polsat Box – pozycja 36
- Platforma Canal+ – pozycja 292

## Oferta programowa
- Akcja konspiracja
- All The Music Of The Heart
- Diagnoza morderstwo
- Don Matteo
- Dr House
- Eden Museum
- Grand Hotel
- Iluzja
- Jordan
- Kancelaria adwokacka
- Kobiety, które zabijają
- Komisarz Rex
- La Fan (telenowela)
- Lark Rise To Candleford
- Lista klientów
- Napisała: Morderstwo
- Nastoletnia Maria Stuart
- Nowe gliny
- Outlander
- Ośmiornica
- Pogotowie miłosne
- Ponad wszystko
- Poza czasem
- Pride & Prejudice
- Profil
- Rewir
- Rodzina Manzoni
- Rozważna i romantyczna
- Siostra Hawthorne
- Sposób na morderstwo
- Sue Thomas: Słyszące oczy FBI
- Ścieżki życia
- Świat Cristiny O.
- The Good Doctor
- Wild Horses
- Wszystko dla pań
- Zaklinacze koni
- Ziemia buntowników
- Zemsta
- Znaki
- Winnice Miłości